# Dirphia thliptophana
Dirphia thliptophana är en fjärilsart som beskrevs av Felder 1874. Dirphia thliptophana ingår i släktet Dirphia och familjen påfågelsspinnare. Inga underarter finns listade i Catalogue of Life.